# قبس أجرد الأزهار
قبس أجرد الأزهار (الاسم العلمي:Phlox glabriflora) هو نوع من النباتات يتبع جنس القبس من الفصيلة البولامونية.